# ۴۵۷ (میلادی)
۴۵۷ (میلادی) چهارصد و پنجاه و هفتمین سال تقویم میلادی است.

## درگذشتگان
- یزدگرد دوم، شاهنشاه ساسانی
- ۲۷ ژانویه - مارسیان، امپراتور روم شرقی
- آویتوس، امپراتور روم غربی (تاریخ احتمالی)

‎